# Aristolochiaceae
Famille
Classification APG III (2009)
Les Aristolochiaceae (Aristolochiacées) sont une famille de plantes à fleurs de l'ordre des Piperales. Ce sont des Angiospermes de divergence ancienne.

## Étymologie
Le nom vient du genre Aristolochia lui-même issu du nom grec de la plante aristos (excellent) et locheia (accouchement), faisant référence à son utilisation ancienne dans l'obstétrique.

## Description
Ce sont des arbustes, des lianes ou des plantes herbacées des régions tempérées chaudes, tropicales et rarement boréales.

## Toxicité

### Composant
L'acide aristolochique est identifié comme agent responsable des capacités thérapeutiques de cette famille, mais aussi de leur toxicité.
Il est considéré comme fortement toxique, car aucune dose sans effets néfaste n’a pu être déterminée.
Il est en particulier en cause dans la néphropathie aux acides aristolochiques (NAA), rapportée à la suite de cas de fibrose rénale progressive souvent associée à un cancer urinaire. Cette maladie a été observée chez des personnes utilisant des plantes chinoises, dont Aristolochia fangchi dont  dans le cadre d'un régime amaigrissant.

## Classification
La classification phylogénétique place maintenant cette famille dans l'ordre  des Piperales.
La classification phylogénétique APG IV (2016) ajoute à cette famille les Lactoridaceae et les Hydnoraceae.

## Liste des genres
Selon Angiosperm Phylogeny Website (20 juillet 2017) :
- genre Aristolochia
- genre Asarum
- genre Hydnora
- genre Lactoris
- genre Pararistolochia
- genre Prosopanche
- genre Saruma
- genre Thottea

Selon NCBI (20 juillet 2017) :
- genre Aristolochia
- genre Asarum
- genre Holostylis
- genre Hydnora
- genre Lactoris
- genre Pararistolochia
- genre Prosopanche
- genre Saruma
- genre Thottea

Selon Catalogue of Life (20 juillet 2017) :
- genre Aristolochia
- genre Asarum
- genre Hexastylis
- genre Lactoris
- genre Saruma
- genre Thottea

## Utilisation
Quelques espèces des genres Aristolochia ou Asarum sont cultivées comme plantes ornementales. 
Les rhizomes de l'Asarum canadense peuvent être utilisés comme substitut du gingembre véritable[réf. nécessaire].